# 会津鉄道AT-600形気動車
会津鉄道AT-600形気動車 （あいづてつどうAT-600がたきどうしゃ）は、2005年（平成17年）に1両が製造された会津鉄道の気動車である。本項では2005年（平成17年）に2両が製造された同型でトイレ付きの会津鉄道AT-650形気動車（あいづてつどうAT-650がたきどうしゃ）についてもあわせて記載する。

## 概要
1987年（昭和62年）7月に国鉄会津線を第三セクターに転換して開業した会津鉄道が開業に際して投入したAT-100形・AT-150形・AT-200形の代替用としてAT-500形・AT-550形に続いて、2006年（平成18年） 新潟トランシスでAT-600形1両、AT-650形2両が製造された。野岩鉄道・東武鉄道鬼怒川温泉駅乗り入れのため、AT-500形に比べてエンジン出力が257 kW（350 PS）から309 kW（420 PS）に増強され、最高速度も 5 km/h高い100 km/hとなるとともに、座席がセミクロスシートから全席転換クロスシートに変更された。両運転台、片側2扉で、AT-600形はトイレなし、AT-650形はトイレ付である。AT-652は日本宝くじ協会の助成による宝くじ号で、イベントに対応するため座席間にテーブルがある。AT-600形・AT-650形の導入により、AT-100形、AT-150形各2両が廃車され、AT-150形は形式消滅している。

## 構造

### 車体

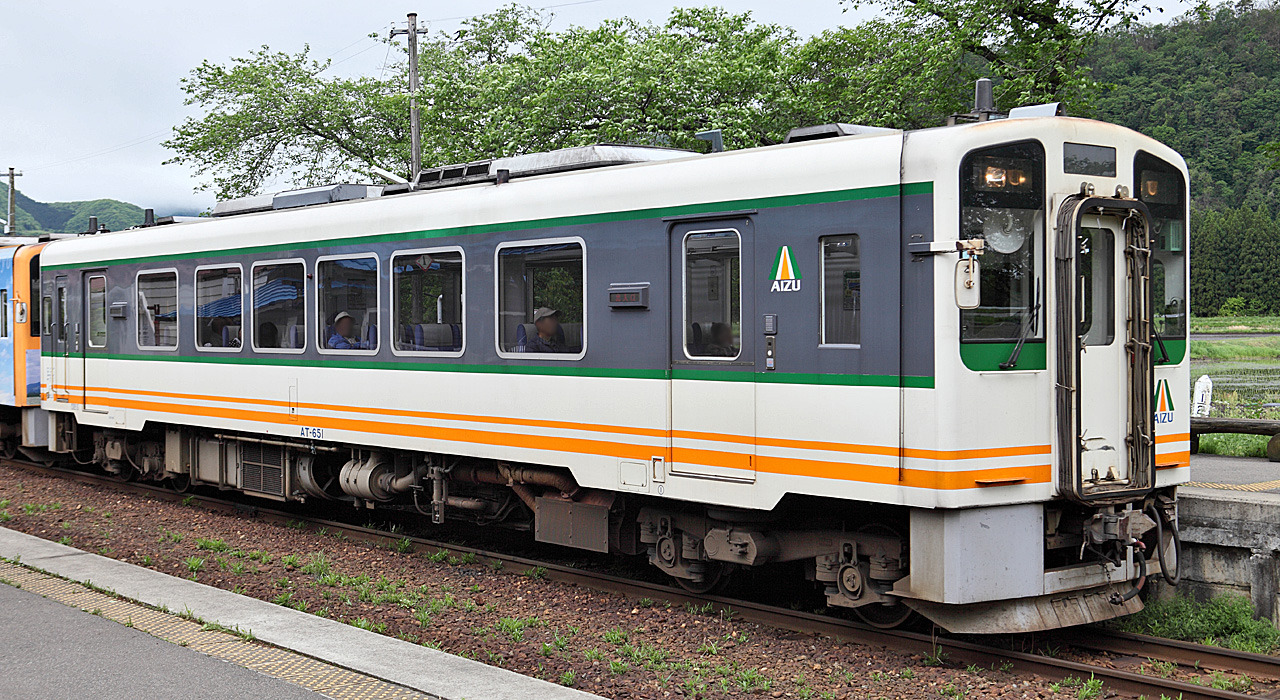
AT-651

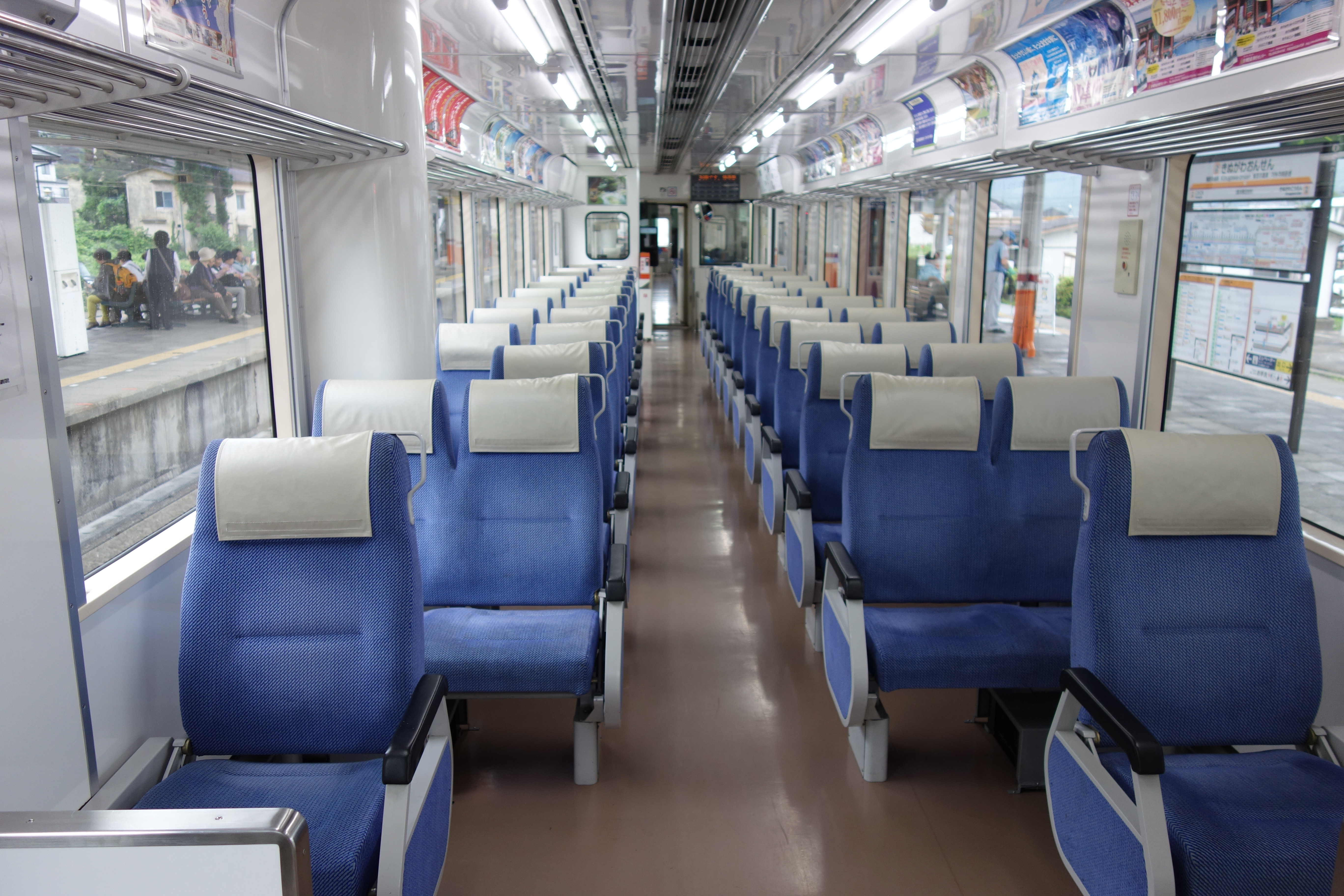
AT-600形の車内

新潟トランシス製の地方交通線用気動車NDCをベースとする。車体の基本寸法はAT-500形に準じ、乗務員室は左隅式で、正面に貫通扉が設けられた。ワンマン運転対応設備が設けられ、客用扉は幅1,000 mmのものが運転室直後に1か所、反対側の小窓一枚を挟んだ車端にもう1か所、乗務員扉は運転席側にのみ設けられた。扉間には幅1,200 mmの合わせ強化ガラスを使用した固定窓6組が設置されたが、戸袋部に窓はなく、AT-650形ではトイレのある側の窓が一組少なくなっている。AT-652は日本宝くじ協会の助成による宝くじ号で、イベントに対応するため座席間にテーブルがある。
車内は全席転換クロスシートとなり、12列が設けられた。客用扉直近の1列と、トイレ出入口前の2列は1人掛け、それ以外は通路を挟んで両側に2人掛けの座席が設置された。天井は平天井とされ、室内灯を2列配置するとともに冷房冷気がダクトから吹き出すようになっている。

### 走行装置

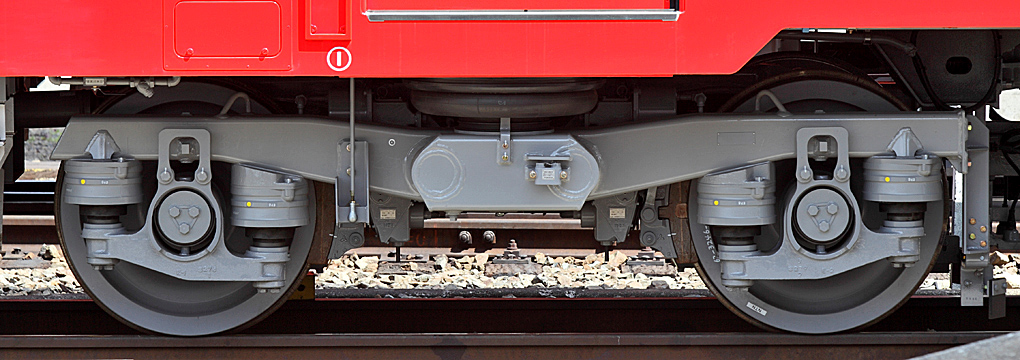
NF01DD台車
（AT-700形に装備された同型）

エンジンは、 カミンズ製直列横形6気筒N14Rディーゼルエンジン（定格出力309 kW / 2,000 rpm）を1基搭載、動力はTACN-33-1603液体変速機（変速1段、直結3段）を介して台車に伝達される。前位側台車は動台車NF01DD、後位側は従台車NF01DTで、いずれもボルスタレス空気ばね式である。制動装置は電気指令式空気ブレーキが採用されており、車両の制御回路は、伝送線を使用した多重伝送による制御が採用され、省配線化が図られている。

### 空調装置
暖房装置はエンジン排熱を利用した温風式である。冷房装置はR134a冷媒を使用した能力19.8 kW（17,000 kcal/h）機関直結式のもの2基が搭載された。

## 車歴
| 車両番号 | 製造       | 廃車 |
| -------- | ---------- | ---- |
| 601      | 2005年12月 | -    |
| 651      | 2005年12月 | -    |
| 652      | 2005年12月 | -    |

## 運用
普通列車用として会津鉄道会津線の非電化区間およびJR只見線西若松駅 – 会津若松駅間に加え、会津田島駅- 会津高原尾瀬口駅間で普通列車として運用されるほか、2006年（平成18年）3月18日からは鬼怒川温泉駅 – 会津若松駅間の快速「AIZU尾瀬エクスプレス」にも使用されていた（その後同列車は「AIZUマウントエクスプレス」に統合されて廃止）。
なお、AT-601とAT-651は2019年（令和元年）11月27日に塔のへつり駅 - 湯野上温泉駅間で発生した脱線事故で被災した。残るAT-652も1か月後の同年12月24日に弥五島駅 - 塔のへつり駅間で発生した脱線事故で被災し、3両とも長期間運用を離脱したため、AIZUマウントエクスプレスの一部列車が長期間運休を余儀なくされた。

### 書籍
- 寺田 祐一『私鉄気動車30年』JTBパブリッシング、2006年。ISBN 4-533-06532-5。

### 雑誌記事
- 『鉄道ピクトリアル』通巻753号「鉄道車両年鑑2004年版」（2004年10月・電気車研究会）
  - 岸上明彦「2003年度民鉄車両動向」 pp. 120-140
  - 会津鉄道（株）運輸部 田中宗登「会津鉄道 AT500形・550形」 pp. 144-145
- 『鉄道ピクトリアル』通巻767号「鉄道車両年鑑2006年版」（2006年10月・電気車研究会）
  - 「2005年度のニューフェイス」 pp. 5-20
  - 岸上 明彦「2005年度民鉄車両動向」 pp. 118-140
  - 会津鉄道（株）運輸部 田中宗登「会津鉄道 AT600形・650形」 pp. 141-142
  - 「民鉄車両諸元表」 pp. 178-181
  - 「各社別新造・改造・廃車一覧」 pp. 205-220